# 3월 6일
3월 6일은 그레고리력으로 65번째(윤년일 경우 66번째) 날에 해당한다.

## 사건
- 1521년 - 마젤란이 괌에 도착하다
- 1788년 - 죄수들의 정착지를 발견하기 위한 첫 번째 탐험대가 노퍽섬에 도착하다.
- 1924년 - 일제강점기 속리산 법주사의 여승 변사사건이 발생, 충청북도지사 박중양과 연루된 것으로 밝혀져 화제가 되다.
- 1940년 - 핀란드와 소비에트 연방이 겨울 전쟁의 정전협정에 서명하다.
- 1957년 - 가나 공화국이 영국령에서 독립하다.
- 1991년 - 박지만이 필로폰 상습복용혐의로 구속되다.
- 2006년 - 서울에 있는 롯데월드에서 탑승자 1명이 놀이기구 '아틀란티스'에 탑승했다가 추락하여 사망하다.

## 문화
- 1853년 - 주세페 베르디의 오페라 라 트라비아타, 베네치아의 라 페니체 극장에서 초연.
- 1883년 - 고종이 태극기를 정식 국기로 선포하다. (음력 1월 27일)
- 1902년 - 스페인의 축구 클럽 레알 마드리드 CF 창단.
- 1912년 - 한국의 철도 군산선이 개통됐다.
- 2009년 - 제2회 월드 베이스볼 클래식 개막. (~ 3월 24일)
- 2017년 - 2017년 월드 베이스볼 클래식이 개막. (~ 3월 22일)
- 2018년 - 서울 은혜초등학교 폐교.

## 탄생
- 1340년 - 잉글랜드의 왕족 제1대 랭커스터 공작 곤트의 존. (~1399년)
- 1475년 - 이탈리아의 예술가 미켈란젤로 부오나로티. (~1564년)
- 1787년 - 독일의 물리학자 요제프 폰 프라운호퍼. (~1826년)
- 1837년 - 미국의 장로교목회자, 선교운동 지도자 아서 태펀 피어슨. (~1911년)
- 1884년 - 웨일스의 시인 R. 윌리엄스 패리. (~1956년)
- 1903년 - 일본의 황족 고준 황후. (~2000년)
- 1909년 - 대한민국의 사회학자 고황경. (~2000년)
- 1914년 - 러시아의 지휘자 키릴 콘드라신. (~1981년)
- 1920년 - 대한민국의 배우, 가수 황해. (~2005년)
- 1924년 - 독일의 축구 선수 오트마어 발터. (~2013년)
- 1926년
  - 미국의 경제학자 앨런 그린스펀.
  - 대한민국의 국무총리 이영덕. (~2010년)
  - 미국의 수영 선수 앤 커티스. (~2012년)
- 1927년 - 콜롬비아의 소설가 가브리엘 가르시아 마르케스. (~2014년)
- 1928년
  - 대한민국의 사진가 최민식. (~2013년)
  - 콜롬비아의 소설가이자 1982년 노벨 문학상 수상자 가브리엘 가르시아 마르케스. (~2014년)
- 1929년 - 미국의 정치인 톰 폴리. (~2013년)
- 1930년
  - 대한민국의 정치인 김준하. (~2017년)
  - 프랑스 출신의 미국 지휘자 로린 마젤. (~2014년)
  - 미국의 배우 앤 프랜시스. (~2011년)
- 1932년 - 폴란드의 역사가, 정치인 브로니스와프 게레메크. (~2008년)
- 1937년
  - 미국의 싱어송라이터 샘 새뮤디오.
  - 구 소련의 우주 비행사·정치인 발렌티나 테레시코바.
- 1938년 - 대한민국의 작가 임충. (~2017년)
- 1941년 - 독일의 클라리넷 연주자 페터 브뢰츠만. (~2023년)
- 1945년 - 대한민국의 정치인 진의장.
- 1946년 - 영국의 음악가 데이비드 길모어.
- 1947년
  - 미국의 영화 감독, 배우 롭 라이너.
  - 미국의 육상 선수 딕 포스버리. (~2023년)
- 1948년
  - 대한민국의 법조인 양승태.
  - 독일의 배우 디터 시도어. (~1987년)
- 1949년 - 파키스탄의 국무총리 샤우카트 아지즈.
- 1950년 - 일본의 성우 스즈오키 히로타카. (~2006년)
- 1954년 - 독일의 전 축구 선수 하랄트 슈마허.
- 1957년 - 대한민국의 정치인 정두언. (~2019년)
- 1958년 - 대한민국의 배우 김승현.
- 1960년
  - 대한민국의 작곡가 이영훈. (~2008년)
  - 대한민국의 음악가 조동익.
- 1961년 - 대한민국의 건축가, 대학 교수 윤재은.
- 1965년 - 영국의 애니메이션 감독 키세 카즈치카.
- 1966년
  - 대한민국의 배우, 가수 이현우.
  - 대한민국의 정치인 김기식.
- 1968년 - 대한민국의 청주시의원 이대성. (~2012년)
- 1969년
  - 대한민국의 드러머 채제민.
  - 대한민국의 검사. 대검찰청 반부패강력부장, 법무부 검찰국장, 서울남부지검장 심재철.
- 1970년
  - 대한민국의 성우 이영란.
  - 미국의 기타리스트 크리스 브로더릭.
  - 오스트리아의 영화 감독 에드바르트 베르거.
- 1971년
  - 대한민국의 배우 이원희.
  - 대한민국의 법조인 최진녕.
  - 미국의 프로레슬링 선수 숀 몰리.
- 1972년
  - 미국의 전 농구 선수 샤킬 오닐.
  - 미국의 음악가 자렛 레딕.
- 1973년 - 대한민국의 작곡가, 프로듀서, 젤리피쉬엔터테인먼트 사장 황세준.
- 1974년
  - 일본의 축구 선수 마시모 사토시.
  - 대한민국의 변호사 장재원.
- 1975년
  - 대한민국의 배우 라미란.
  - 대한민국의 전 축구 선수 김현수.
- 1976년 - 대한민국의 연극배우 김동철.
- 1977년
  - 대한민국의 가수 신애.
  - 그리스의 축구 선수 요르고스 카라구니스.
- 1978년 - 대한민국의 게임 해설가, 방송인 김양중.
- 1979년
  - 대한민국의 골프 선수 박지은.
  - 대한민국의 배우 정준.
  - 미국의 축구 선수 팀 하워드.
  - 영국의 축구 선수 개리 몽크.
- 1980년 - 러시아의 권투 선수 게오르기 발락신.
- 1981년
  - 대한민국의 배우 정윤조.
  - 중국의 배우 장멍.
- 1983년
  - 대한민국의 축구 선수 이길훈.
  - 이탈리아의 유도 선수 줄리아 퀸타발레.
- 1984년
  - 일본의 방송인, 가수, 모델, 사업가 벡키.
  - 네덜란드의 중국계 탁구 선수 리제.
  - 프랑스의 배우 레일라 베크티.
- 1985년
  - 대한민국의 희극인 김진아.
  - 대한민국의 가수 최도원.
  - 대한민국의 가수 웨일.
- 1986년
  - 대한민국의 전 농구 선수 김보미.
  - 베네수엘라의 전직 야구 선수 프란시스코 세르벨리.
- 1987년
  - 가나의 축구 선수 케빈프린스 보아텡.
  - 잉글랜드의 배우 해나 테일러고든.
- 1988년
  - 대한민국의 기상 캐스터 박희원.
  - 대한민국의 스피드 스케이팅 선수 이승훈.
  - 대한민국의 가수 남궁문정.
  - 벨기에의 축구 선수 시몽 미뇰레.
  - 스웨덴의 가수 아그네스 칼슨.
- 1989년
  - 대한민국의 축구 선수 이승렬 (전북 현대 모터스).
  - 대한민국의 탁구 선수 최정민.
  - 네덜란드의 축구 선수 앙엘라 크리스트.
  - 일본의 댄서 이와타 타카노리.
- 1990년 - 대한민국의 가수 초아. (AOA)
- 1991년
  - 대한민국의 농구 선수 강민지.
  - 대한민국의 아이스하키 선수 안진휘.
  - 일본의 야구 선수 요코야마 리쿠토.
- 1992년
  - 일본의 가수 츠구나가 모모코 (Berryz코보).
  - 대한민국의 성우 곽규미.
  - 대한민국의 배우 오아연.
  - 일본의 가수 츠구나가 모모코.
- 1993년 - 대한민국의 가수 이숨.
- 1994년 - 일본의 성우 신 유우키.
- 1995년
  - 대한민국의 전 가수 진혜원. (파이브돌스)
  - 일본의 가수 아이묭.
  - 영국의 배우 로지 데이.
- 1996년
  - 독일의 축구 선수 티모 베르너.
  - 일본의 성우 혼도 카에데.
  - 대한민국의 가수 신지민.
- 1997년 - 브라질의 축구 선수 주제 조아킹 지 카르발류.
- 2000년 - 대한민국의 가수 에이첸.
- 2001년
  - 캐나다의 배우 아리아나 엔지니어.
  - 미국의 싱어송라이터 자비아 워드.
- 2003년 - 대한민국의 축구 선수 이승원.
- 2004년 - 미국의 양궁 선수 케이시 코프홀드.
- 2006년 - 대한민국의 배우 홍현택.
- 2007년 - 대한민국의 바둑 기사 최민서.
- 2008년
  - 대한민국의 배우 김하유.
  - 대한민국의 배우 박효제.
- 2011년 - 대한민국의 배우 김단우.

### 미상
- 대한민국의 가수 서소미.
- 대한민국의 가수 Near.

## 사망
- 190년 - 후한의 제13대 황제 후한 소제. (176년~)
- 1888년 - 미국의 소설가 루이자 메이 올컷. (1832년~)
- 1900년 - 독일의 공학자, 산업 디자이너, 기업가 고틀리프 다임러. (1834년~)
- 1965년 - 미국의 야구 선수 월리 샹. (1889년~)
- 1973년 - 미국의 소설가 펄 S.벅. (1892년~)
- 1982년 - 유대인 러시아계 미국의 소설가, 극작가, 영화 각본가 아인 랜드. (1905년~)
- 1994년 - 그리스의 배우 멜리나 메르쿠리. (1920년~)
- 2005년 - 미국의 물리학자 한스 베테. (1906년~)
- 2009년
  - 대한민국의 배우 김흥기. (1946년~)
  - 대한민국의 요리연구가 하선정. (1922년~)
- 2016년 - 미국의 제40대 대통령 로널드 레이건의 전 영부인 낸시 레이건. (1921년~)
- 2018년
  - 대한민국의 기업인 김광수. (1962년~)
  - 영국의 생물학자 존 설스턴. (1942년~)
- 2019년 - 대한민국의 생화학자 이태령. (1924년~)
- 2020년 - 미국의 피아니스트, 연주자 매코이 타이너. (1938년~)
- 2022년
  - 대한민국의 대학 교수, 공무원 오영호. (1952년~)
  - 우크라이나의 영화배우, 군인 파울로 리. (1988년~)
- 2023년 - 대한민국의 기업인 박영주. (1941년~)
- 2025년 - 대한민국의 법조인 송진현. (1952년~)

## 기념일
- 노퍽섬의 파운데이션 데이(Foundation Day): 1788년 노퍽섬 발견.
- 가나의 독립 기념일: 1957년 영국에서의 독립을 기념하는 날.

## 같이 보기
- 전날: 3월 5일 다음날: 3월 7일 - 전달: 2월 6일 다음달: 4월 6일
- 음력: 3월 6일
- 모두 보기